# Vučetić
Ne doit pas être confondu avec Vučetići.
Vučetić (en serbe cyrillique : Вучетић) est un village de Bosnie-Herzégovine. Il est situé dans la municipalité de Novo Goražde et dans la république serbe de Bosnie. Selon les premiers résultats du recensement bosnien de 2013, il ne compte plus aucun habitant.
Avant la guerre de Bosnie-Herzégovine, le village, sous le nom de Vučetići, faisait entièrement partie de la municipalité de Goražde ; après la guerre, une portion de son territoire a été rattachée à la municipalité de Novo Goražde, intégrée à la république serbe de Bosnie.

## Démographie

### Répartition de la population par nationalités (1991)
En 1991, le village comptait 87 habitants, répartis de la manière suivante :